# Eleutherodactylus heminota
Espèce
Synonymes
- Eleutherodactylus bakeri heminota Shreve & Williams, 1963

Statut de conservation UICN

 EN B2ab(iii) : En danger
Eleutherodactylus heminota est une espèce d'amphibiens de la famille des Eleutherodactylidae.

## Répartition
Cette espèce est endémique d'Hispaniola. Elle se rencontre du niveau de la mer jusqu'à 1 700 m d'altitude dans la péninsule de Tiburon à Haïti et dans la Sierra de Baoruco en République dominicaine.

## Description
Les femelles mesurent jusqu'à 30 mm.

## Publication originale
- Shreve & Williams, 1963 : The herpetology of the Port-au-Prince region and Gonave Island, Haiti, Part II. The frogs. Bulletin of the Museum of Comparative Zoology at Harvard College, vol. 129, p. 302-342 (texte intégral).